# Dve Stolitsy (Schiff)
Die Dve Stolitsy (russisch Две столицы, dt. Transkription: Dwe Stolizy) ist ein Flusskreuzfahrtschiff, das im Jahre 1961 in der DDR auf der VEB Mathias-Thesen-Werft Wismar als Schiff der Serie II 588 gebaut wurde und zur Rodina-Klasse (Projekt 588) gehört. Die deutsche Bezeichnung lautet BiFa Typ A (Binnenfahrgastschiff Typ A). Von 2004 bis 2016 trug es den Namen des sowjetischen Theater- und Kinoschauspielers Anatoli Papanow.

## Beschreibung
Das Flusskreuzfahrtschiff mit der Baunummer 144 mit drei Passagierdecks wurde 1961 unter dem Namen K. E. Tsiolkovskiy (russisch К. Э. Циолковский, dt. Transkription: K. E. Ziolkowski) in der DDR für die Sowjetunion gebaut. Es gehört zu einer von 1954 bis 1961 hergestellten Baureihe von 49 Schiffen des Typs Rodina, die in zwei voneinander abweichenden Serien vom Stapel liefen. Die erste Serie von 11 Schiffen der V.-Chkalov-Klasse und seit 1957 die zweite Serie von 38 Schiffen der Kosmonavt-Gagarin-Klasse.

## Geschichte
1961 bis 1981 wurde das Schiff von der Weißmeer-Onega-Reederei in Petrosawodsk (Belomoro-Oneshskoje Parochodstwo) betrieben, bevor es an die Moskwa-Reederei in Moskau übergeben wurde. 1993 wurde die sowjetische Flagge von einer russischen ersetzt. 1998 wurde die K. E. Tsiolkovskiy an die Tatflot in Kasan und im Dezember 2004 an die Wojasch in Rostow am Don weiterverkauft, wo sie in Anatoliy Papanov umbenannt wurde. Nach der ersten Reise 2012 Rostow am Don – Moskau wurde die Anatoliy Papanov, seit 2016 Dve Stolitsy, auf den verschiedenen Strecken von Moskau und Sankt Petersburg aus eingesetzt.

## Zwischenfälle
- Am 5. August 1996 prallte die K. E. Tsiolkovskiy gegen einen Felsen auf Valaam.[4]
- Am Nachmittag, dem 12. Juli 2001, brach auf der K. E. Tsiolkovskiy während der Kreuzfahrt Kasan – Sankt Petersburg – Kasan an der Anlegestelle auf der Newa in Sankt Petersburg ein Brand im Maschinenraum aus, wonach das Flusskreuzfahrtschiff gesunken war.[5] An den Rettungsarbeiten nahm derselbe Kapitän Roman Lisalin teil, wobei er schwere Verbrennungen erlitt, der 2011 77 Personen von der gesunkenen Bulgaria an Bord der Arabella nahm.

## Technik
Das Schiff verfügt über einen dieselelektrischen Antrieb mit drei Hauptmotoren des Typs R 6 DV 48 des Motorenherstellers VEB Schwermaschinenbau „Karl Liebknecht“ (SKL).

## Ausstattung
Alle Kabinen sind mit WC, Dusche und Waschbecken, Kühlschrank, Fernsehgerät mit Sat-TV-Empfang und Zentralklimaanlage ausgestattet. Es gibt zwei Restaurants für jeweils 70 und 50 Personen und zwei Bars auf dem Schiff.